# Leiferde
Leiferde ist eine Gemeinde im Landkreis Gifhorn, Niedersachsen.

## Geographie

### Geographische Lage
Der Ort liegt in einem Dreieck zwischen Hannover, Braunschweig und Wolfsburg. Bis zur Kreisstadt Gifhorn sind es etwa zehn Kilometer. Auf dem Gemeindegebiet, östlich der Ortschaft Leiferde, ist das Naturschutzgebiet Viehmoor.

### Geologie
Die Gemarkung Leiferde erstreckt sich auf einer eiszeitlichen Dünenformation zwischen Aller- und Okerurstromtal. Aus diesem Grund gibt es mehrere kleine Anhöhen (Karberg, Eggelingsberg) und sumpfige Moorlagen.

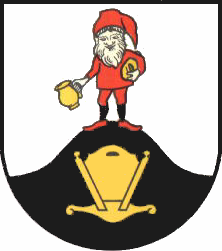
Dalldorfer Wappen

### Gemeindegliederung
Die Gemeinde Leiferde gliedert sich in folgende Gemeindeteile, in Klammern die ungefähre Einwohnerzahl, Stand 1. Mai 2024:
- Kernort Leiferde (3.933)
- Leiferde Bahnhofssiedlung
- Dalldorf (420)

### Nachbargemeinden
Folgende Gemeinden grenzen an die Gemeinde Leiferde. Im Norden beginnend sind dies im Uhrzeigersinn: Müden (Aller), Gifhorn, Ribbesbüttel, Adenbüttel, Hillerse, Meinersen. Alle befinden sich im Landkreis Gifhorn.

## Geschichte
Leiferde wurde erstmals um 1220 als Leiforde im Lehnsregister der reichsfreien Edelherren von Meinersen erwähnt. Die Adelsfamilie besaß schon vor 1220 den Zehnt im Dorf und sie verlehnten ihren Güterbesitz um 1220 an einen Cruceman von Leiferde. Die Edelherren waren zudem Inhaber der Gerichtsbarkeit. Die Brüder Luthard III. und Luthard IV. von Meinersen führten um 1265 die Verhandlungen in dem Gogerichts-Ort. Das Geschlecht derer von Meinersen starb im Jahre 1374 im Mannesstamm aus.
Der Ort selbst entstand zu Beginn des 13. Jahrhunderts. Zu der Zeit bestanden im Umkreis des heutigen Dorfes verschiedene kleine Siedlungen bzw. Einzelgehöfte, beispielsweise Brünsel, Bockerode, Harmbüttel oder Badenbüttel. Im Laufe der Zeit siedelten deren Bewohner in die begünstigtere Lage des heutigen Leiferder Dorfgebiets um und gaben die alten Ansiedlungen auf, an die noch Straßennamen erinnern.
Leiferde bestand ursprünglich aus den Gehöften, die sich auf den eiszeitlichen Dünen angesiedelt hatten und das heutige Altdorf bilden.
Ende des 19. Jahrhunderts bekam Leiferde 2 km nördlich des Dorfes einen Bahnhof an der Bahnstrecke Berlin–Lehrte. Von diesem Punkt aus entwickelte sich die Bahnhofssiedlung. Verstärkt wurde diese Entwicklung nach dem Zweiten Weltkrieg durch den Zuzug von Flüchtlingen aus den ehemaligen Ostgebieten. Diese Entwicklung dauerte bis in die 1960er Jahre an. Die Siedlung erstreckt sich seitdem auf etwa einem Quadratkilometer und beherbergt etwa 1500 Menschen.
Die beiden Ortsteile entwickelten sich getrennt voneinander, da zwischen ihnen lange Zeit ein einen Kilometer breiter Streifen aus Feldern, Wiesen und Äckern bestand. Dieser Umstand führte teilweise zu einer eigenständigen Kultur und Spannungsfeldern. Hervorgerufen wurde dieses Verhalten durch die unterschiedlichen sozialen Schichten in den beiden Ortsteilen. Während das Dorf hauptsächlich von Bauern, Bauerngehilfen und selbstständigen Handwerkern dominiert war, lebten in der Bahnhofssiedlung Arbeiterfamilien und Vertriebene. Erst Mitte der 1980er Jahre wurde begonnen, diese Lücke mit dem Baugebiet Gänseweide zu schließen. Neuere Baugebiete wurden zuletzt am alten Dorf Im Sumorgen, Zum Kötherbusch, Im Flath und Mühlenberg realisiert. Des Weiteren entstand ein kleines Gewerbegebiet am Egelingsberg.
In den 1970er Jahren kam es zu schweren Unwettern in der Leiferder Umgebung. So gab es 1970 ein schweres Hagelunwetter, bei dem faustgroße Hagelkörner niederprasselten und schwere Schäden verursachten.
Bis 1974 war Leiferde Sitz der gleichnamigen Samtgemeinde, die aus den Gemeinden Leiferde, Dalldorf, Winkel, Vollbüttel und Ribbesbüttel bestand. Im Rahmen der Gebietsreform in Niedersachsen ging der Ort danach in den Verwaltungsbereich der Samtgemeinde Meinersen über.
Im August 1975 fand ein verheerender Waldbrand zwischen Leiferde und Meinersen statt. Am 10. August 1975 starben dabei fünf Feuerwehrmänner der Freiwilligen Feuerwehren Wolfsburg-Fallersleben und Hohenhameln.

Am 17. November 2022 ereignete sich in einem Waldgebiet bei Leiferde auf der Bahnstrecke Berlin–Lehrte ein Auffahr- und Gefahrgutunfall zweier Güterzüge, nach dem die Strecke mehr als drei Wochen gesperrt werden musste. 

### Namensgebung
Der Name Leiferde teilt sich in die Worte Lieth und Pfad. Lieth bezeichnet den leicht ansteigenden Bergrücken, auf dem sich der alte Ortskern befindet. Der Pfad erklärt sich aus der Möglichkeit, die damals moorigen Gebiete des Aller- bzw. Okerurstromtals an diesem Ort zu durchqueren.

### Eingemeindungen
Am 1. März 1974 wurde die Gemeinde Dalldorf eingegliedert.

## Politik

### Gemeinderat
Der Rat der Gemeinde Leiferde setzt sich aus 15 Ratsmitgliedern zusammen, einschließlich des nebenamtlichen Bürgermeisters.
Die letzten Kommunalwahlen ergaben die folgenden Sitzverteilungen:
| Wahljahr | SPD | CDU | Grüne | UWG | Gesamt   |
| 2021     | 5   | 4   | 2     | 4   | 15 Sitze |
| 2016     | 7   | 7   | 1     | --  | 15 Sitze |
| 2011     | 6   | 7   | 2     | --  | 15 Sitze |

Stand: Kommunalwahl am 12. September 2021

### Verkehr
Leiferde liegt an der Schnellfahrstrecke Hannover–Berlin. Züge des Unternehmens enno verkehren ab Leiferde jeweils einmal pro Stunde auf dieser Strecke im Regionalverkehr in Richtung Hannover und in Richtung Wolfsburg. Der Busverkehr besteht im Wesentlichen aus der Buslinie 111 (Braunschweig–Gifhorn, jede Richtung einmal pro Stunde) und einem Shuttlebus, der die Haltestellen in Leiferde verdichtet und die Nachbarorte Dalldorf und Volkse bedient. Der weitere Busverkehr besteht aus individuellem Schulbusverkehr und Werkverkehr für das Volkswagenwerk Wolfsburg.
Die überörtlichen Verkehrsstraßen bestehen aus zwei Landesstraßen und einer Kreisstraße. Die Landesstraße L 283 (Leiferde–Eschede) verbindet in etwa fünf Kilometern Entfernung Leiferde mit der B 188 (Hannover-Wolfsburg), die L 320 führt von Gifhorn in den Landkreis Peine und bietet Anschluss an die B 4 (Lüneburg-Braunschweig) und B 214 (Celle-Braunschweig). Die Kreisstraße K 46 hat eine geringe verkehrliche Bedeutung und führt in Richtung Volkse und Dalldorf.

### Bildung
Leiferde hat eine Grundschule sowie seit der Abschaffung der Orientierungsstufe in Niedersachsen eine gymnasiale Außenstelle des Gymnasiums in Meinersen.

## Kultur und Sehenswürdigkeiten

### St.-Viti-Kirche

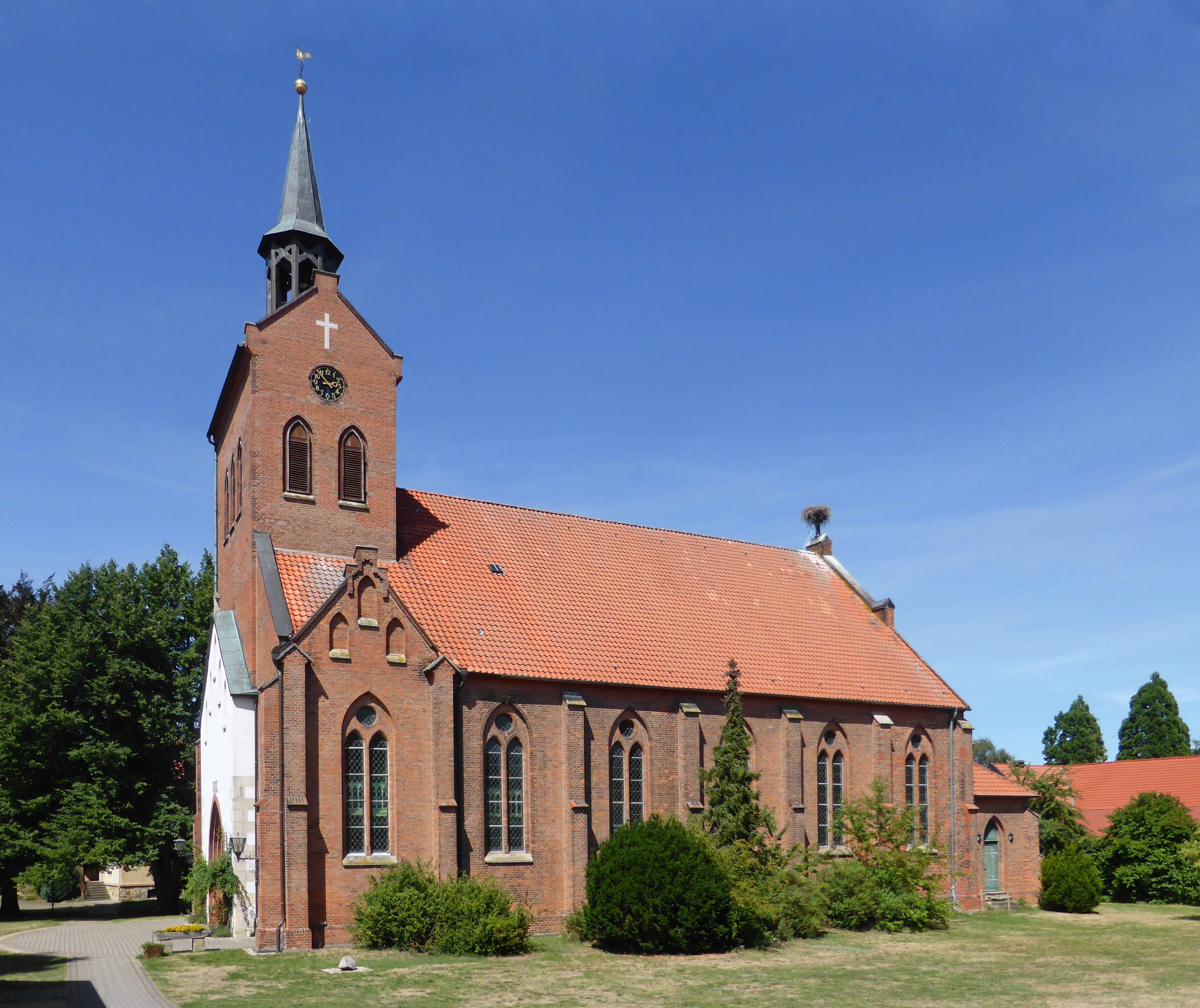
Kirche St. Viti

Die St.-Viti-Kirche in Leiferde war im Mittelalter Sitz eines Hildesheimer Archidiakonats, das die Westhälfte des Papenteichs umfasste.
Bei der heutigen ev.-luth. Kirche handelt es sich um eine neugotische Backsteinkirche, die am 18. November 1860 eingeweiht wurde. Teile von ihr, wie zum Beispiel der Turmsockel, wurden dabei von der 1859 abgerissenen Vorgängerkirche übernommen. Es handelt sich mit etwa 750 Sitzplätzen um eine relativ große Kirche. So ist sie nach der St.-Nikolai-Kirche in Gifhorn die zweitgrößte Kirche im Landkreis. Zu dieser hervorstechenden Position kam es, weil sich viele Nachbarorte finanziell am Bau der neuen Kirche beteiligten, da sie damals zur Kirchengemeinde Leiferde gehörten. Dies waren im Einzelnen: Hillerse, Ettenbüttel, Gilde, Brenneckenbrück, Dalldorf, Volkse und Vollbüttel. Heute gehören noch die drei letztgenannten zur Leiferder Kirchengemeinde.
Herausragende Gegenstände der Einrichtung sind ein Taufstein aus dem 16. Jahrhundert und der neugotische Altar mit Motiven aus der Umgebung.

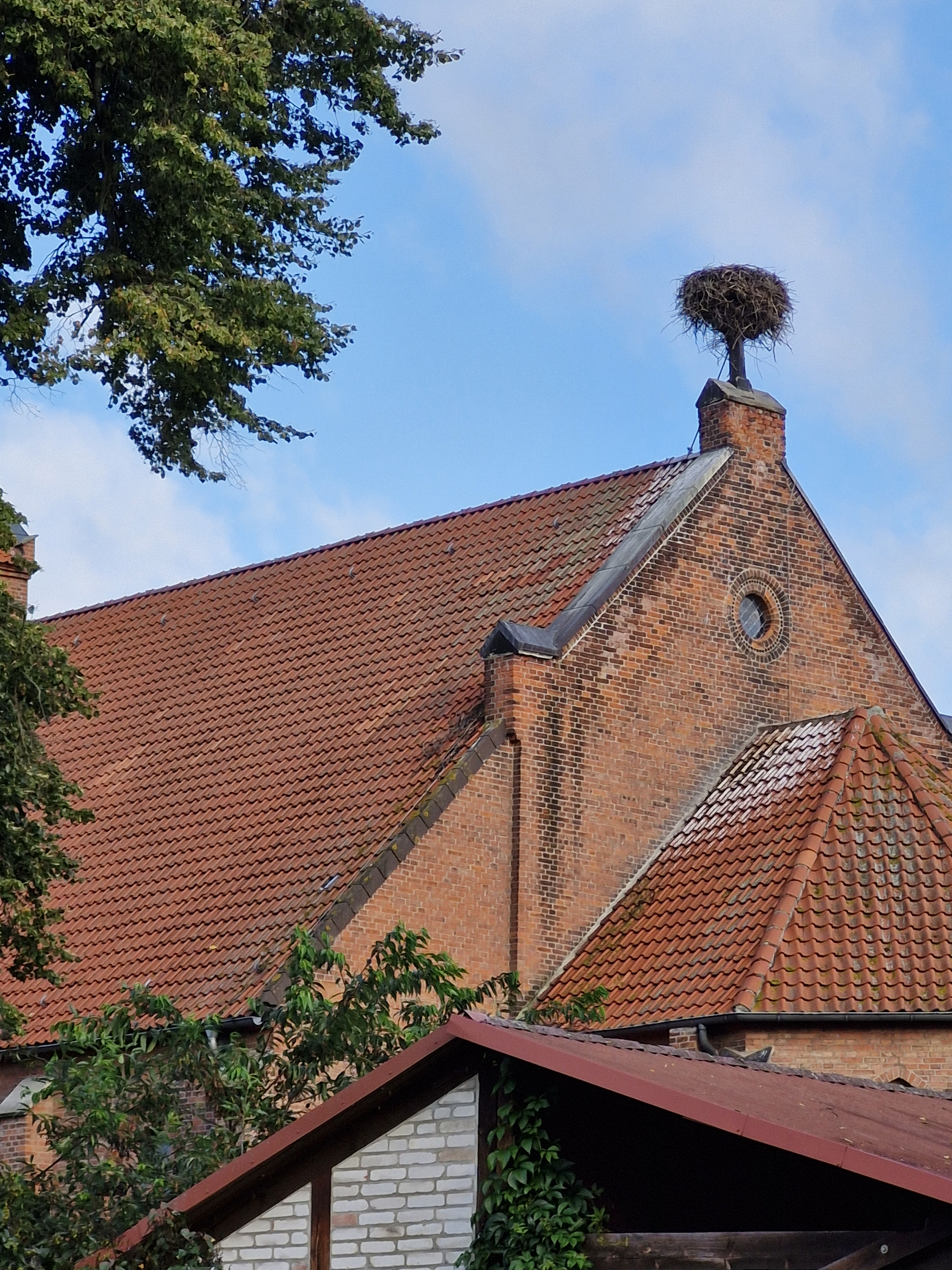
Das Storchennest auf zweidimensionalem Kreuz

Bemerkenswert ist das Storchennest auf dem zweidimensionalen (!) Kreuz auf dem Ostgiebel.

### NABU-Artenschutzzentrum
Das NABU-Artenschutzzentrum Leiferde kümmert sich neben seiner ursprünglichen Aufgabe der Vogelpflege mittlerweile um die Aufnahme und Versorgung exotischer Tiere, die geschmuggelt oder vernachlässigt wurden. Die Anlage befindet sich auf dem Gelände einer ehemaligen Molkerei und besteht aus Volieren und einem Freigelände. Das besondere Augenmerk gilt der Storchenpflege. So gibt es ein Nest auf dem ehemaligen Molkereischornstein, das per Kamera überwacht wird. Eröffnet wurde diese Anlage im Jahr 1984.

### Naturschutzgebiet Viehmoor
Beim Viehmoor handelt es sich um eine kultivierte Moorfläche im Osten von Leiferde. Im 19. Jahrhundert wurde begonnen, den sumpfigen Bereich mit Hilfe von Gräbensystemen zu einer Teichanlage zu entwickeln, um ihn für die Aufzucht von Fischen zu nutzen. Über weite Strecken des 20. Jahrhunderts wurde diese Anlage von der ortsansässigen Fischzucht Ebert in mehreren Generationen betrieben. Seit der Aufgabe im Jahr 2000 verlandet das Gebiet zusehends. Überregional ist das Viehmoor für seinen Artenreichtum (besonders im Bereich der Vogelwelt) bekannt.

### Wohlenberg
Am westlichen Rand von Leiferde liegt der Wohlenberg, um den sich die Sage von der goldenen Wiege vom Wohlenberg rankt. Auf dem Wohlenberg befindet sich ein trigonometrischer Punkt 1. Ordnung der Landesvermessung. Die ursprüngliche Höhe des Wohlenberges betrug 96 m. Ein örtlicher Fußball-Fanclub reduzierte diese jedoch, da die Zahl 96 in Verbindung mit einem rivalisierenden Verein gebracht werden konnte. Da es anschließend noch keine Neuvermessung gab, ist die aktuelle Höhe des Wohlenberges unklar.